# Стерлинг (Вирџинија)
Стерлинг (енгл. Sterling) насељено је место без административног статуса у америчкој савезној држави Вирџинија.

## Демографија
По попису из 2010. године број становника је 27.822.
| Група             | 2000.    | 2010.          |
| Белци             | 0 (0,0%) | 11.631 (41,8%) |
| Афроамериканци    | 0 (0,0%) | 2.258 (8,1%)   |
| Азијати           | 0 (0,0%) | 3.925 (14,1%)  |
| Хиспаноамериканци | 0 (0,0%) | 9.230 (33,2%)  |
| Укупно            | 0        | 27.822         |